# リチャード・エドランド
リチャード・エドランド（Richard Edlund, 1940年12月6日 - ）は、アメリカ合衆国の特殊効果スタッフで映画プロデューサー。

## 人物
ロバート・エイブル＆アソシエイツ（RA&A）出身でインダストリアル・ライト&マジックの創設メンバーでもあり、1980年代のSFXシーンを担ったキーパーソンの一人。映像センスのみならず、優れた映像を得るための技術にも通じ、自らハードウェア開発にあたる点が他の視覚効果監督や映像作家と異なる点である。
日本に滞在していたことがあり、ILM時代から日本人の訪問者と日本語で遣り取りして周囲を驚かせたエピソードも伝えられている。日本のテレビ番組、CMにも複数出演している。

## キャリア

### 『スター・ウォーズ』以前
ノースダコタ州ファーゴで生まれる。幼い頃からカメラを手にフォトジャーナリストを目指していたエドランドは、高校卒業後に海軍に入隊し、海軍写真学校を卒業した。写真班の一員として厚木基地に滞在し、日本語を勉強する一方文化や文学にも触れ、大和市の映画館で小津安二郎、黒澤明らの監督作品を観て映画作りを志す。また円谷英二の作品からも強い影響を受けた。
帰国後、南カリフォルニア大学（USC）の映画学科に入り優秀な成績を修め、テレビ映画で視覚効果を製作していたジョー・ウェストハイマーのプロダクションに入り、機材の製作、撮影、タイトル・デザインなどもこなしたが、4年働いて退職した。この時期（1960年代）の作品には『宇宙大作戦』や『ミステリー・ゾーン』が含まれる。
その後、ドキュメンタリー、アニメーションやCM、ロック・キャメラマンとしてプロモーションフィルムを製作、実験映画の研究も行ないつつ観光ガイド、レコードジャケットのデザインといった職を転々とし、1974年にロバート・エイブルのRA&Aに入社する。より進んだモーション・コントロールの撮影技術を駆使し、CM製作に携わるが、1年ほどでジョン・ダイクストラに出会ったことが転機となった。
ダグラス・トランブルの下で視覚効果製作を行なっていたダイクストラから、USC出身のジョージ・ルーカスとゲイリー・カーツが新しいSF映画を作ろうとしているという話を聞く。既成の特撮スタジオに技術では求められるイメージの映像化が困難で、新しい撮影技術や機材を開発する必要があるというプロジェクトだったが、エドランドはこの企画に参加するためRA&Aを離れ、新作の視覚効果部門（ILM、当初は「トリック・ユニット」と呼ばれた）に参加することになった。集められた人材のほとんどが20歳代で10代の人材も混じっていた中、写真マニアで撮影機材の組み立てもお手の物だったエドランドは、ヴァン・ナイスの倉庫をスタジオに改造し、ファーストキャメラマンとして撮影にあたる一方、撮影機材（中古のビスタビジョン・カメラやオプティカル・プリンター）の調達と整備も行った。当時モーション・コントロール・カメラの技術はあと一歩でコンピュータ・コントロールの物が開発出来るところまで来ていたが、実現させる資金を得るためにはCMや実験映画ではなく劇映画のような大型の企画が必要だったのである。ダイクストラは自らの名を冠したダイクストラ・フレックスを開発して一歩先んじることになった。
公開されたこの『スター・ウォーズ』は大ヒットし、視覚効果もそれまでにない質の高さが評価され、エドランドはアカデミー視覚効果賞をダイクストラらと共に受賞した。
しかし視覚効果スタッフは『スター・ウォーズ』製作終了で一旦解散し、エドランドは『マニトウ』のメカニカル効果、『チャイナ・シンドローム』のミニチュア撮影を担当。またダイクストラとともにテレビシリーズ『宇宙空母ギャラクティカ』の視覚効果製作に参加した。この作品はエミー賞視覚効果部門で受賞を果たした。

### ILM時代
2年後ルーカスが『スター・ウォーズ』の続篇『帝国の逆襲』（1980年）を製作する事になり、アポジー社を立ち上げた（また『ギャラクティカ』でルーカスらと法廷で争った）ダイクストラ以外のスタッフが再結集した。氷の惑星で白を背景色とした空中戦という光学合成にとって困難なイメージをエドランドは見事にものにし、2つめのオスカー（特別業績賞）を手にした。
次に取り組んだのはルーカスがスティーヴン・スピルバーグと組んで製作する冒険活劇『レイダース/失われたアーク《聖櫃》』（1981年）である。強いインパクトのある映像を幾つも送り出し、3つめのオスカー（視覚効果賞）を得た。
ここまでで既にエドランドはビスタビジョン用の新しいオプティカル・プリンターや超高速度撮影カメラの設計開発にも携わっている。合成用の35mmフィルム開発さえ行なっている。ダイクストラ・フレックスを発展させた大型クレーン付きロボットカメラ「エンパイア・カメラシステム」と新しいオプティカル・プリンターの設計によって1981年度アカデミー賞の科学技術賞を2つ受賞した。
次の作品はスピルバーグがプロデュースした『ポルターガイスト』（1982年）で、幽霊のモデルを水中で動かしたり、家の模型を真空ポンプで吸い込むという方法で斬新な映像を送り出した。ILM最後の作品となった『ジェダイの復讐』（1983年）では1つのシーンに焼きこまれる素材が300もあるそれまでで最も複雑なシーンもあったが、ILMのケン・ローストン、デニス・ミューレンと並んで4つめのオスカーを獲得した。
CM製作会社で一緒だったミニチュアやクリーチャー製作出身のローストン、ミニチュア撮影からスタートし手持ち撮影の感覚も大切にして長くILM作品を手がけたミューレンに対し、エドランドの方向性はあるいはハードウェア偏重と見られるかも知れない。

### EEGからボス・フィルムへ
『2001年宇宙の旅』以来『スター・ウォーズ』や『エイリアン』（1979年）といった宇宙を舞台にした作品で真っ先に依頼を受ける存在となっていたダグラス・トランブルに自分のプロダクションEntertainment Effects Group（EEG）を任せたいと言われエドランドはILMを退社。EEGのスタッフ、機材で1984年に『ゴーストバスターズ』と『2010年』を手がける。2作品は揃って同年度のアカデミー視覚効果賞にノミネートされた。『2010年』にはCGで作られた木星が登場する。それまでにないリアルさで劇的な表情の変化も見せるが、当時はCGのハード、ソフトの性能が低く、ボス・フィルムはその設備を持たず、外注でCGプロダクションに木星をCGで描いたショットをオプチカル合成した。
トランブルは1970年代にパラマウントと契約してFuture General Corporation（FGC）を立ち上げていたが、『スター・ウォーズ』の依頼は断り（代わりにダイクストラを推薦した）スピルバーグの『未知との遭遇』の視覚効果を人員設備とも大幅に増強して製作した。『スタートレック』（1979年)）の視覚効果をロバート・エイブルに替わって担当した後パラマウントと契約を解消してEEGとして独立。同社は機材、規模、クオリティの点でILMと並ぶ大手視覚効果製作会社となっていた。『ブレードランナー』（1982年）、『ブレインストーム』（1983年）の後、ヴァーチャル・リアリティに応用可能なショースキャン映像製作のため劇映画の視覚効果はエドランドに委ねる事にしたようだ。
1985年にはホラー映画が2作品。第1作目も手がけた『ポルターガイスト』の続篇と『フライトナイト』に取り組んだ。
画質と経済性、フィルム選択の自由度を勘案してビスタビジョン（35mmフィルム）を採用したILMと異なり、EEGの機材はトランブルの画質最優先の方針により65mm用であった。65mmフィルム用にエドランドは新しいオプティカルプリンター「ZAP」を設計開発し、1986年度のアカデミー科学技術賞を得た。この年、EEGはボス・フィルム（BFC）に改名し、ゲーム製作部門「ボス・ゲーム・コーポレーション」で新ビジネスにも乗り出した。1988年の『ダイ・ハード』は殆ど視覚効果が前面に出ない作品だが、この作品でも超小型65mmカメラを開発して視覚効果製作が行なわれた。1989年には往年の名作『イントレランス』のリバイバル上映にあたり、新たなオープニング映像を制作した。
しかし80年代を通じて古巣であるILMはCGIの劇映画応用とソフトウェア開発を着実に進めており、倒産したRA&Aのスタッフが複数の新会社を立ち上げるなどCGスタジオも競争が激しく、BFCが規模の大きなデジタル視覚効果を任される事も無く次第に「Additional Visual Effects」のクレジットも見られるようになる。
1990年にジャパンマネーで製作された『クライシス2050』でプロデューサーを務めるものの、同作は興業的に失敗。『スピーシーズ 種の起源』でモーション・キャプチャーと「ジル」、『クローンズ』でマイケル・キートンを大量にコピーするなどようやくデジタルVFXが見られるようになったが、『エアフォース・ワン』、『絶体×絶命』に参加した後1998年にBFCは倒産した。
ダイクストラが率いたアポジー社も80年代末に倒産。エドランドにEEGを委ねたトランブルが興したショースキャン・エンターテインメント社もテーマパークのアトラクション映像を作っていたが、映像のリアリティこそ優れていたものの決定的な成功には恵まれず2000年に倒産した。
その後エドランドはエミー賞視覚効果部門ノミネートとなったテレビシリーズ『エンジェルズ・イン・アメリカ』を始め幾つもの作品に視覚効果スーパーバイザーとして招かれ、『悪いことしましョ!』では視覚効果監修のほか第2班監督も務めた。『ステップフォード・ワイフ』ではILM出身のフィル・ティペットのスタジオに招かれ同社の視覚効果を監修した。
2007年には長年にわたる技術開発と水準を向上させた功績が認められジョン・A・ボナーメダルをアカデミー協会から授与された。視覚効果を監修した『ウィレム・デフォー セブン:ビギンズ 〜彩られた猟奇〜』と『チャーリー・ウィルソンズ・ウォー』も公開される。

## 主なフィルモグラフィ
- スター・ウォーズ Star Wars (1977)
- スター・ウォーズ/帝国の逆襲 The Empire Strikes Back (1980)
- レイダース/失われたアーク《聖櫃》 Raiders of the Lost Ark (1981)
- ポルターガイスト Poltergeist (1982)
- スター・ウォーズ/ジェダイの復讐 Return of the Jedi (1983)
- ゴーストバスターズ Ghostbusters (1984)
- 2010年 2010 (1984)
- フライトナイト Fright Night (1985)
- ポルターガイスト2 Poltergeist II: The Other Side (1986)
- ミリィ/少年は空を飛んだ The Boy Who Could Fly  (1986)
- 太陽の7人 Solarbabies (1986)
- マスターズ/超空の覇者 Masters of the Universe(1987)
- ドラキュリアン The Monster Squad (1987)
- 天使とデート Date with an Angel (1987)
- ダイ・ハード Die Hard (1988)
- バイブス秘宝の謎 Vibes (1988)
- ゴースト/ニューヨークの幻 Ghost (1990)
- エイリアン3 Alien³ (1992)
- スピーシーズ 種の起源 Species (1995)
- エアフォース・ワン Air Force One (1997)
- 悪いことしましョ! Bedazzled (2000)
- ウィレム・デフォー セブン:ビギンズ 〜彩られた猟奇〜 Anamorph (2007)
- チャーリー・ウィルソンズ・ウォー Charlie Wilson's War (2007)
- 21ジャンプストリート 21 Jump Street (2012)

## 受賞とノミネート
| 賞               | 年   | 部門                          | 作品名                            | 結果       |
| ---------------- | ---- | ----------------------------- | --------------------------------- | ---------- |
| アカデミー賞     | 1977 | 視覚効果賞                    | スター・ウォーズ                  | 受賞       |
| アカデミー賞     | 1980 | 特別業績賞 (視覚効果に対して) | スター・ウォーズ/帝国の逆襲       | 受賞       |
| アカデミー賞     | 1981 | 視覚効果賞                    | レイダース/失われたアーク《聖櫃》 | 受賞       |
| アカデミー賞     | 1982 | 視覚効果賞                    | ポルターガイスト                  | ノミネート |
| アカデミー賞     | 1983 | 特別業績賞 (視覚効果に対して) | スター・ウォーズ/ジェダイの復讐   | 受賞       |
| アカデミー賞     | 1984 | 視覚効果賞                    | ゴーストバスターズ                | ノミネート |
| アカデミー賞     | 1984 | 視覚効果賞                    | 2010年                            | ノミネート |
| アカデミー賞     | 1986 | 視覚効果賞                    | ポルターガイスト2                 | ノミネート |
| アカデミー賞     | 1988 | 視覚効果賞                    | ダイ・ハード                      | ノミネート |
| アカデミー賞     | 1992 | 視覚効果賞                    | エイリアン3                       | ノミネート |
| 英国アカデミー賞 | 1982 | 特殊視覚効果賞                | ポルターガイスト                  | 受賞       |
| 英国アカデミー賞 | 1983 | 特殊視覚効果賞                | スター・ウォーズ/ジェダイの復讐   | 受賞       |
| 英国アカデミー賞 | 1984 | 特殊視覚効果賞                | ゴーストバスターズ                | ノミネート |
| 英国アカデミー賞 | 1992 | 特殊効果賞                    | エイリアン3                       | ノミネート |